# Apamea spaldingi
Apamea spaldingi är en fjärilsart som beskrevs av Smith 1909. Apamea spaldingi ingår i släktet Apamea och familjen nattflyn. Inga underarter finns listade i Catalogue of Life.